# Thomas Boutellier
Thomas Boutellier (* 2. April 1967 in Gansingen) ist ein ehemaliger Schweizer Radrennfahrer.

## Sportliche Laufbahn
Boutellier war im Strassenradsport aktiv. 1992 war er Teilnehmer der Olympischen Sommerspiele in Barcelona. Die Schweiz kam mit Thomas Boutellier, Roland Meier, Beat Meister und Thedy Rinderknecht im Mannschaftszeitfahren auf den 7. Rang.
1994 kam er bei den Strassenradsport-Weltmeisterschaften mit dem Vierer im Mannschaftszeitfahren auf den 5. Rang. Er startete für den VMC Gansingen. Später war er als Trainer in Schweizer Radsportmannschaften tätig.